# Coryphospingus
Coryphospingus è un genere di uccelli della famiglia Thraupidae, originario del Sud America. A volte classificata nella famiglia dei passeri americani, gli Emberizidae, studi più recenti hanno dimostrato che questo genere appartiene alla famiglia Thraupidae.

## Specie
| Specie di Coryphospingus                             | Specie di Coryphospingus | Specie di Coryphospingus                       |
| Nome comune e binomiale                              | Immagine                 | Distribuzione                                  |
| ---------------------------------------------------- | ------------------------ | ---------------------------------------------- |
| Fringuello grigio pileato (Coryphospingus pileatus)  |                          | Brasile, Colombia, Guyana francese e Venezuela |
| Fringuello rosso pileato (Coryphospingus cucullatus) |                          | Brasile meridionale e Argentina settentrionale |